# Graf DK 57

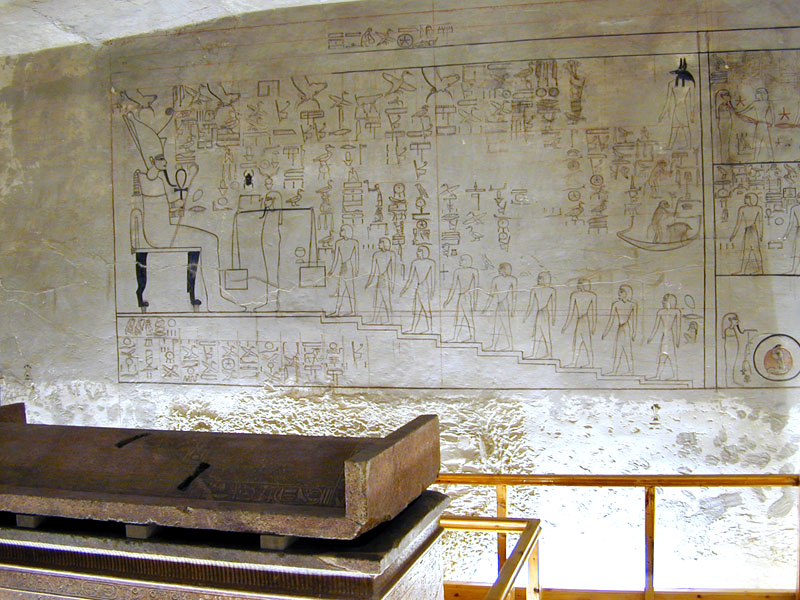
Interieur van graf DK 57.

Graf DK 57 was de rustplaats van farao Horemheb, de laatste heerser van de 18e dynastie van Egypte. Hij was voor zijn kroning reeds een belangrijk persoon in het leger en had een graf laten aanleggen in Saqqara, maar toen hij op de troon kwam liet hij een nieuw graf bouwen in de Vallei der Koningen.

## Architectuur
Het graf van Horemheb was het eerste graf dat uit één as bestond. Het graf is zeer groot en heeft verschillende trappen en gangen. Opmerkelijk is dat er in de gangen voor het eerst bas-reliëf wordt gebruikt en we vinden ook voor de eerste maal taferelen uit het Boek der Poorten.
Na de tweede gang bereikt men een kamer met de rituele schacht. Deze kamer was rijk versierd met afbeeldingen van goden. Daarop volgt een kamer met twee pilaren en een derde gang leidt dan naar de voorkamer en de eigenlijke grafkamer.
De grafkamer had vier zijvertrekken en één achterkamer met dan ook nog eens zijvertrekken. Voor de sarcofaag is er een kleine zuilenzaal met zes zuilen. In de grafkamer zijn er onder andere taferelen van het Boek der Poorten. 
Het graf zelf leert ons veel over de technieken van de schilders en de arbeiders, want we kunnen de verschillende stadia van het werk goed zien. De tombe is immers, ondanks de lange regering van Horemheb, onafgewerkt gebleven. 

## Ontdekking
Graf DK 57 werd in 1908 ontdekt door de jonge archeoloog Edward Rusell Ayrton, die voor de rijke Amerikaan Theodore Davis werkte.

Vallei der Koningen - Graf DK 57
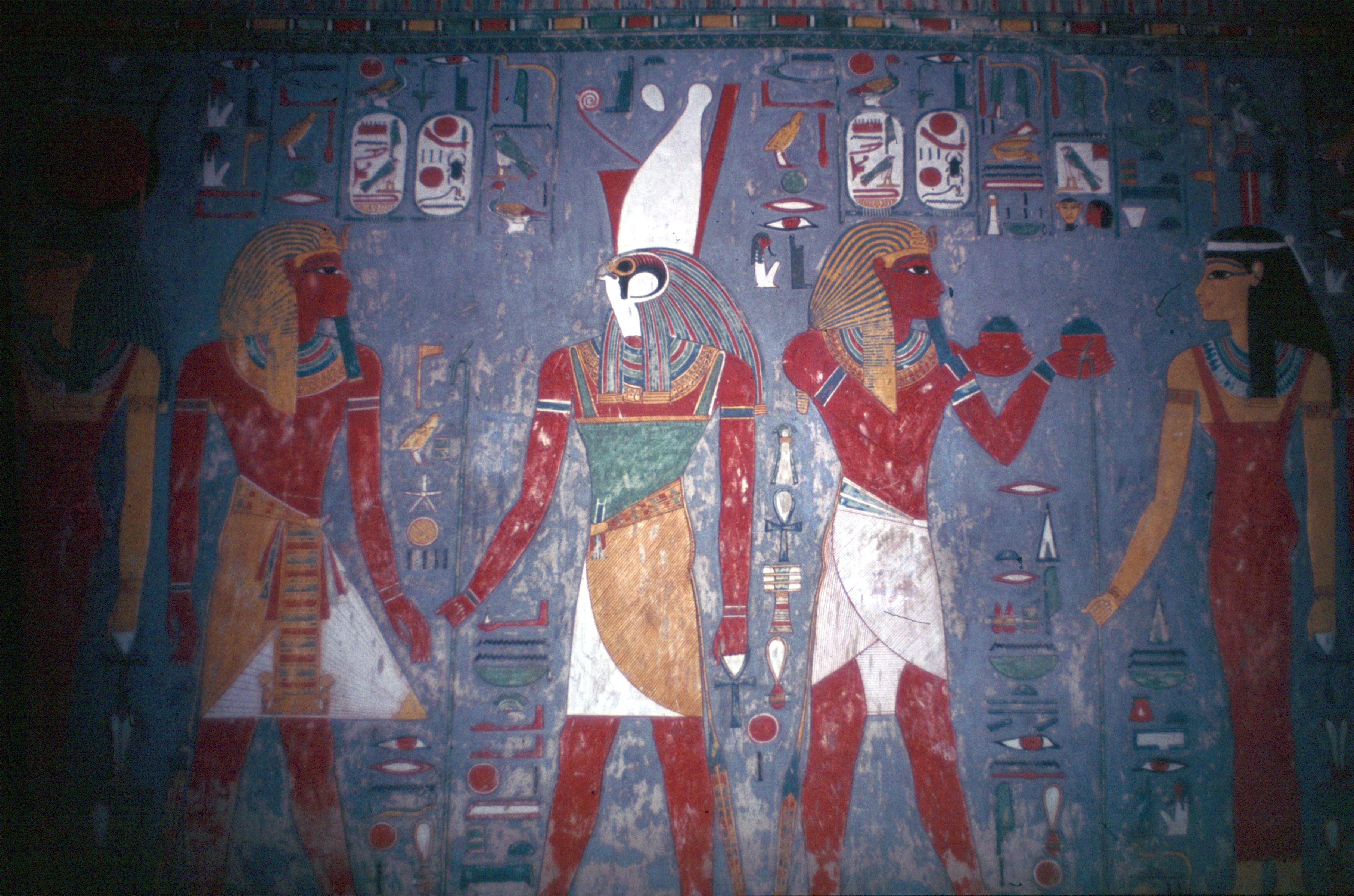
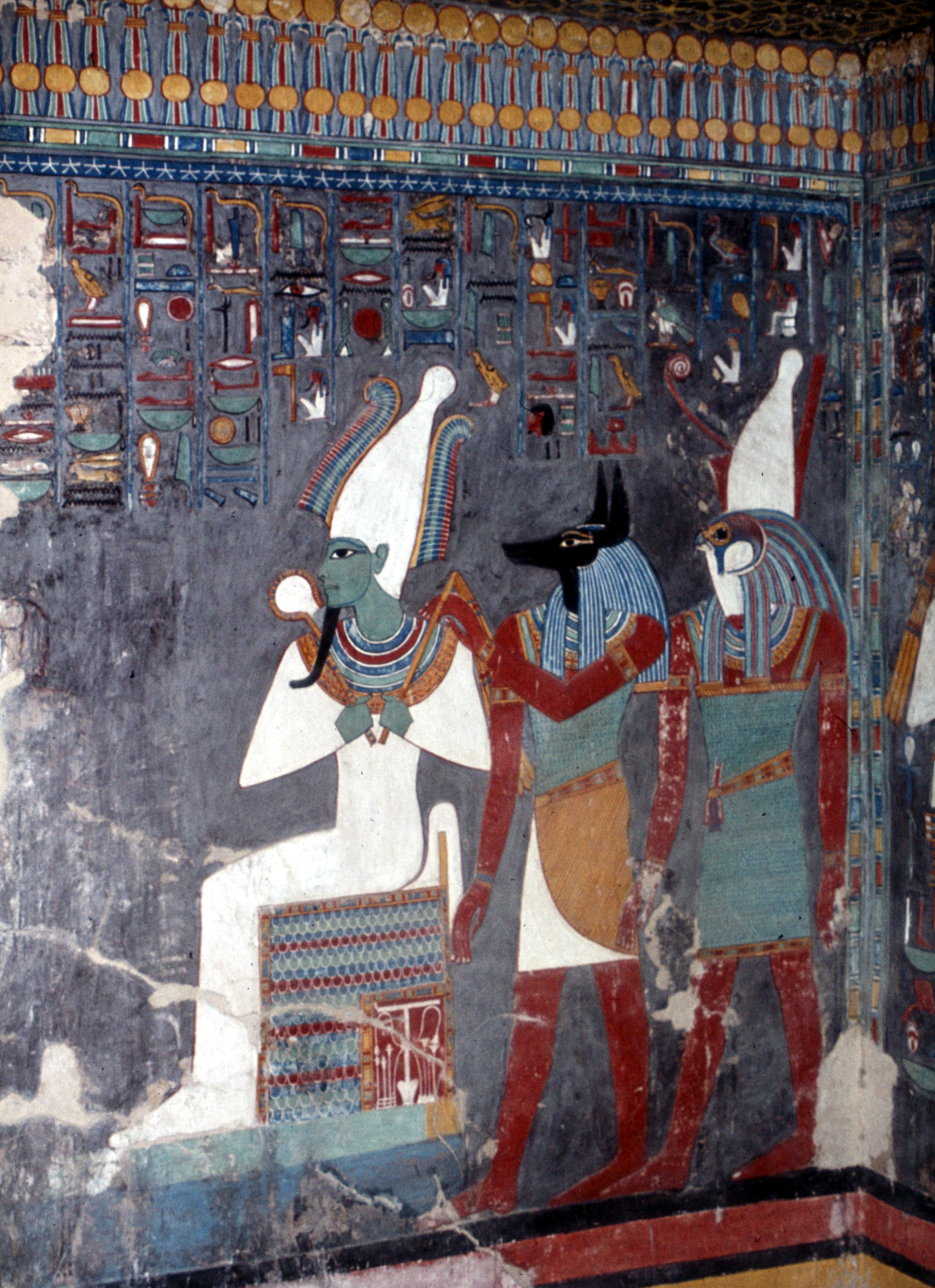
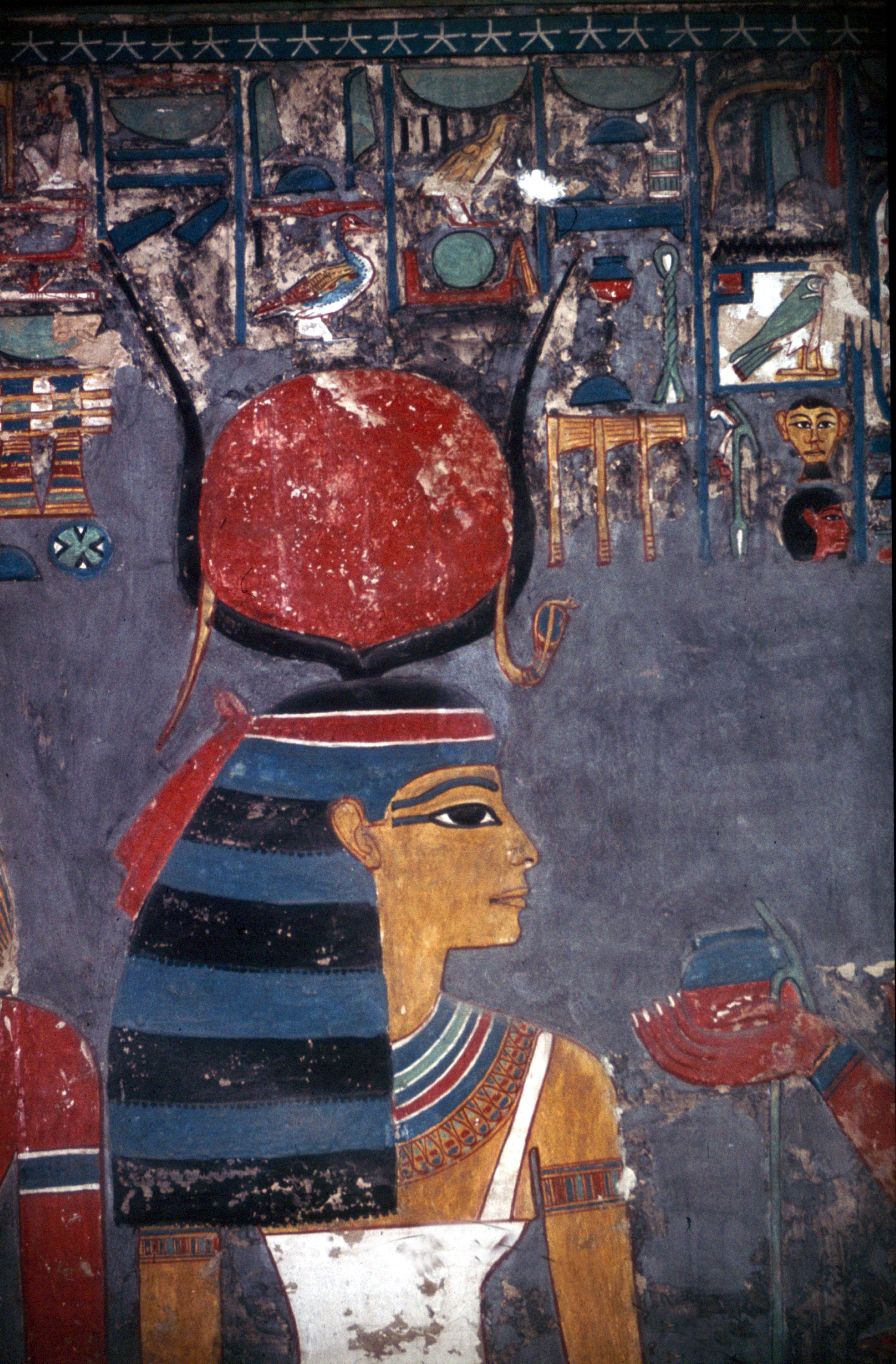
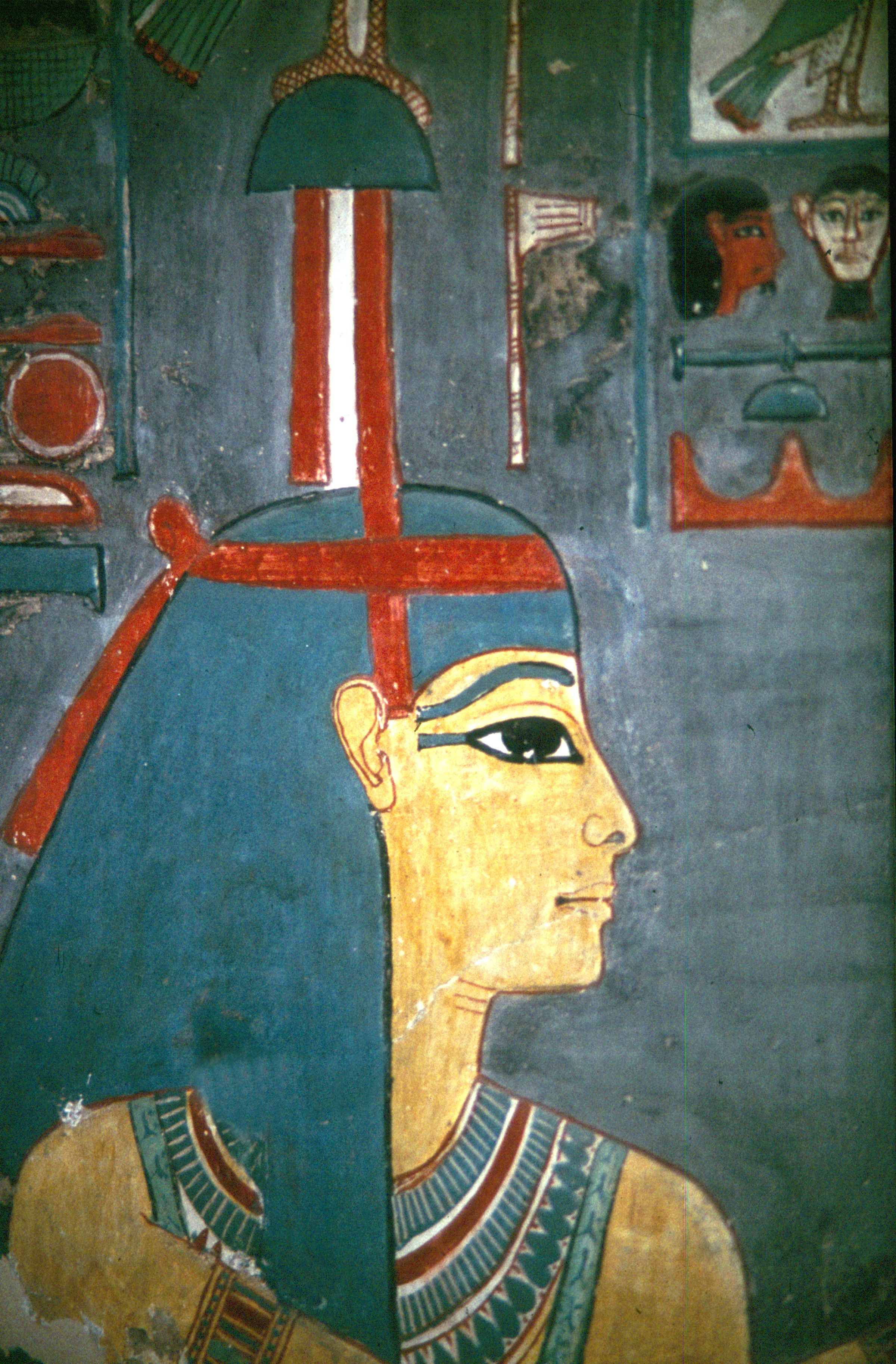